# Epipleoneura pereirai
Epipleoneura pereirai är en trollsländeart som beskrevs av Machado 1964. Epipleoneura pereirai ingår i släktet Epipleoneura och familjen Protoneuridae. IUCN kategoriserar arten globalt som otillräckligt studerad. Inga underarter finns listade i Catalogue of Life.